# Черногора (футбольный клуб)
«Ника» (укр. «Ніка») — украинский футбольный клуб из Ивано-Франковска. Лучшее достижение в первенстве Украины — 10 место в группе во второй лиге в сезоне 2005-06. Основан в 2001 году.

## История

### «Черногора»
Предпосылкой возникновения команды «Черногора» стал вылет из второй лиги «Прикарпатье-2» по итогам сезона 2000/2001.
Основателем команды выступила Ивано-Франковский городской совет во главе с Зиновием Шкутяком, вместе с Прикарпатским национальным университетом им. В. Стефаника, ВПУ № 21 и ДМП «Ивано-Франковсктеплокоммунэнерго».
Своё название клуб получил от городского совета в память об одноимённом спортивном обществе, образованным одним из первых в крае (в 1907—1908 годах).
«Черногора» сразу вошла в состав первенства Профессиональной второй лиги Украины.

### «Ника-Динамо»
Футбольный клуб переименован в «Ника-Динамо» в марте 2010 г. в связи с созданием филиала динамовской академии в Одессе.
В августе 2011 г.. команда снялась с соревнований в первой лиге областного чемпионата.

### «Ника Ивано-Франковск»
В 2014 году клуб заняла последнее место в чемпионате Ивано-Франковской области.

## Достижения
- Самые крупная победа дома — 3:0 «Закарпатье-2» Ужгород (24.03.2002)
- Самые крупная победа на выезде — 2:0 «Динамо-3» Киев (13.11.2005)
- Самое крупное поражение дома — 0:5 «Карпаты-2» Львов (23.10.2004)
- Самое крупное поражение на выезде — 0: 8 «Сокол» Золочев (22.07.2001)

Рекордсмены команды:
- По количеству сыгранных матчей — Сергей Украинец — 120 игр (2001—2006)
- По количеству забитых мячей — Дмитрий Гуменяк — 17 (2002—2005)
- По количеству забитых мячей за сезон Сергей Чабан — 8 (сезон 2001—2002), Дмитрий Гуменяк — 8 (сезон 2003—2004)

- Цвета клуба: бело-черно-синие.

- Домашние арены: «Рух» и «Наука».